# Ariella Arida
Ariella Hernandez Arida (Alaminos, 20 de novembro de 1988), também conhecida como Ara Arida, é uma modelo filipina conhecida por representar as Filipinas no Miss Universo 2013, onde conquistou o quarto lugar.

## Biografia
Ariella Arida nasceu em Alaminos, cidade em Laguna, nas Filipinas, filha de um casal de professores, Estella Hernandez e Arlesito Arida. Ela é pós-graduada pela Universidade das Filipinas Los Baños com uma licenciatura em Química. Antes de ganhar o título, Ariella competiu no Miss Filipinas 2012, onde foi vencedora.
Ela representou as Filipinas no concurso Miss Universo 2013, no Crocus City Hall, em Moscou, capital da Rússia, em 9 de novembro de 2013. Ela recebeu o quarto lugar, sendo superada pelas misses Gabriela Isler, Patricia Rodríguez e Constanza Báez, representantes da Venezuela, Espanha e Equador, respectivamente, e sendo sucedida por Jakelyne Oliveira, representante do Brasil. Ariella Arida foi também, a única miss representando um país asiático a se colocar no Top 5.